# Supermanzana

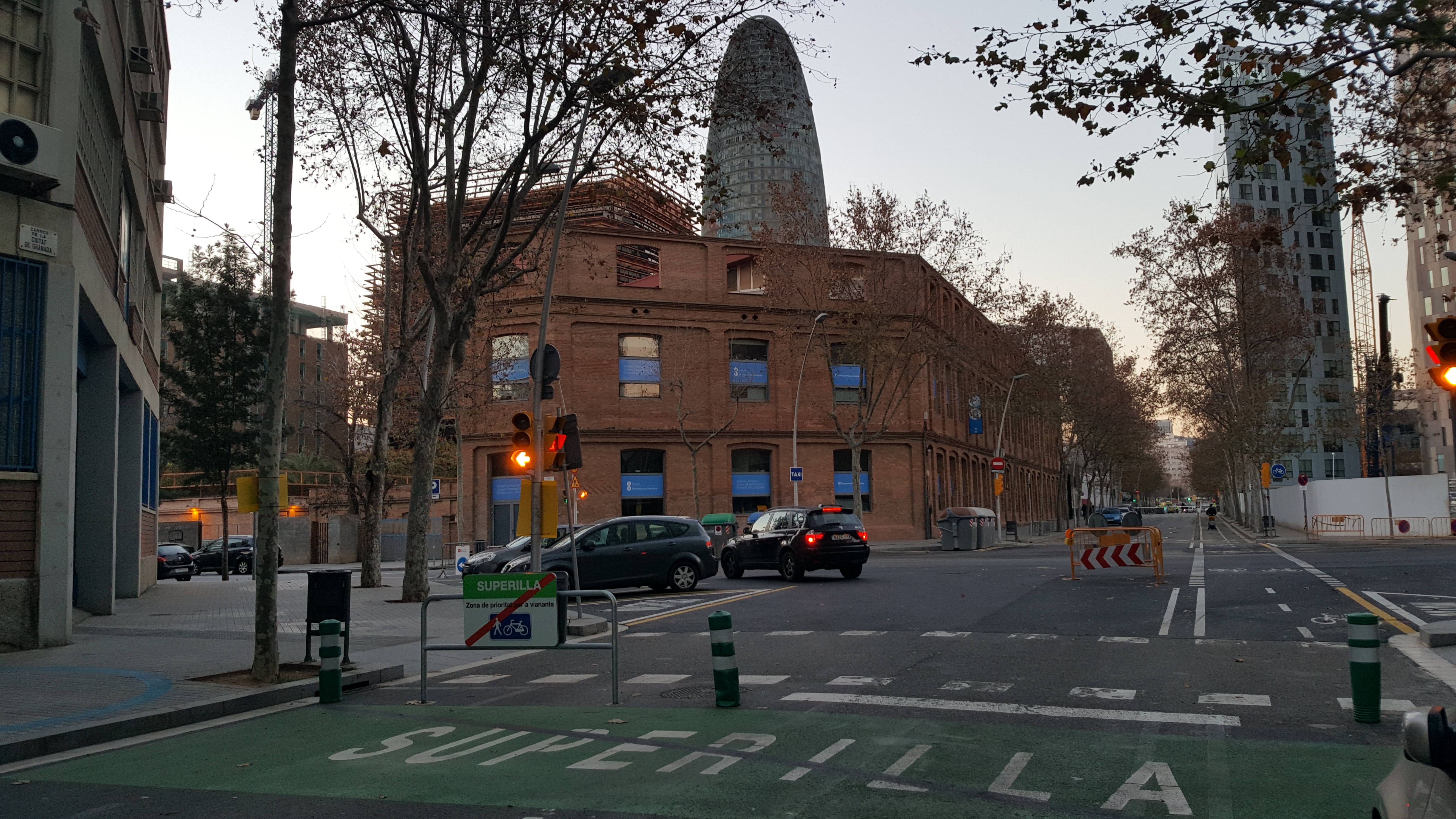
La superilla Poblenou vista dall'uscita della strada Carrer de la Ciutat de Granada, in una foto del 2017

La supermanzana (in francese super-îlot, in inglese superblock, in catalano superilla) è uno spazio urbano che a differenza della manzana tradizionale - uno spazio urbano edificato o destinato all'edificazione generalmente quadrangolare, delimitato da strade da tutti i lati -  è  tipicamente una zona pedonale nel quale si sviluppano attività ricreative o un complesso residenziale di edifici circondati da giardini e con traffico limitato. La sua estensione è minore di quartiere tradizionale.
Il modello urbanistico è comune all'empirismo e razionalismo architettonico, anche se differiscono nel loro approccio ai centri urbani e alle zone residenziali.
Sebbene possano essere appena creati, come una parrocchia 23 de Enero, di Caracas, progettata da Carlos Raúl Villanueva, o delle superquadras di Brasilia, costruite tra il 1956 e il 1960, di solito a causa di una rinnovazione urbana, come nella ricostruzione di una zona distrutta dalla guerra come l'area commerciale di Lijnbaan a Rotterdam, progettata da Jo van den Broek e Jaap Bakema, o il centro di Coventry..
Inoltre derivano dalla riqualificazione di aree industriali per uso residenziale, come nel caso di Stuyvesant Town-Peter Cooper Village, di Manhattan, una supermanzana composta da 110 edifici, che occupa solo 25 % di una area con giardino, creata nella dacade del 1940 in linea con le idee di Le Corbusier per le «torres en un parque», il Lincoln Center e il World Trade Center, tanto nella sua versione originale, che è stato un esempio dei fallimenti del progetto iniziale del supermanzana, come nella sua ricostruzione dopo gli Attentati dell'11 settembre 2001, progettata da Daniel Libeskind.
Altre esempi in Europa sono: La Défense (il distretto affaristico di Parigi), AZCA a Madrid, l'area residenziale di Barbican a Londra o il centro commerciale L'illa Diagonal di Barcellona, un progetto di Rafael Moneo e Manuel de Solà-Morales, inaugurato nel 1993..
Alla stessa maniera, con il fine di dar maggior spazio ai cittadini e creare una città più sostenibile, a settembre 2016 parte il progetto di creare una supermanzana nel quartiere di Poblenou a Barcellona come esperimento per futuri interventi urbani di questo tipo in altri quartieri, come parte del programma di supermanzana annunciato dall'Ayuntamiento de Barcelona.
Le supermanzana furono duramente criticate da Lewis Mumford, che nel 1948, che l'aveva inquadrata come l'architettura di uno stato di polizia, e successivamente dai divulgatori come Jane Jacobs, il cui libro, scritto nel 1961, Vita e morte delle grandi città. Saggio sulle metropoli americane (The Death and Life of Great American Cities), ha avuto grandi ripercussioni sulla critica del rinnovamento urbano dagli anni '50 negli Stati Uniti. Nel XXI secolo architetti contemporanei come il nederlandese Rem Koolhaas son tornati a recuperare questa estetica e a riportare di moda le supermanzane.